# Analí
Analí är en ort i Mexiko.   Den ligger i kommunen Zontecomatlán de López y Fuentes och delstaten Veracruz, i den sydöstra delen av landet, 180 km nordost om huvudstaden Mexico City. Analí ligger 379 meter över havet och antalet invånare är 169.
Terrängen runt Analí är huvudsakligen kuperad. Analí ligger nere i en dal. Runt Analí är det ganska glesbefolkat, med 45 invånare per kvadratkilometer. Närmaste större samhälle är Xochiatipan de Castillo, 7,5 km nordväst om Analí. I omgivningarna runt Analí växer huvudsakligen savannskog.